# ミス・ブンブン

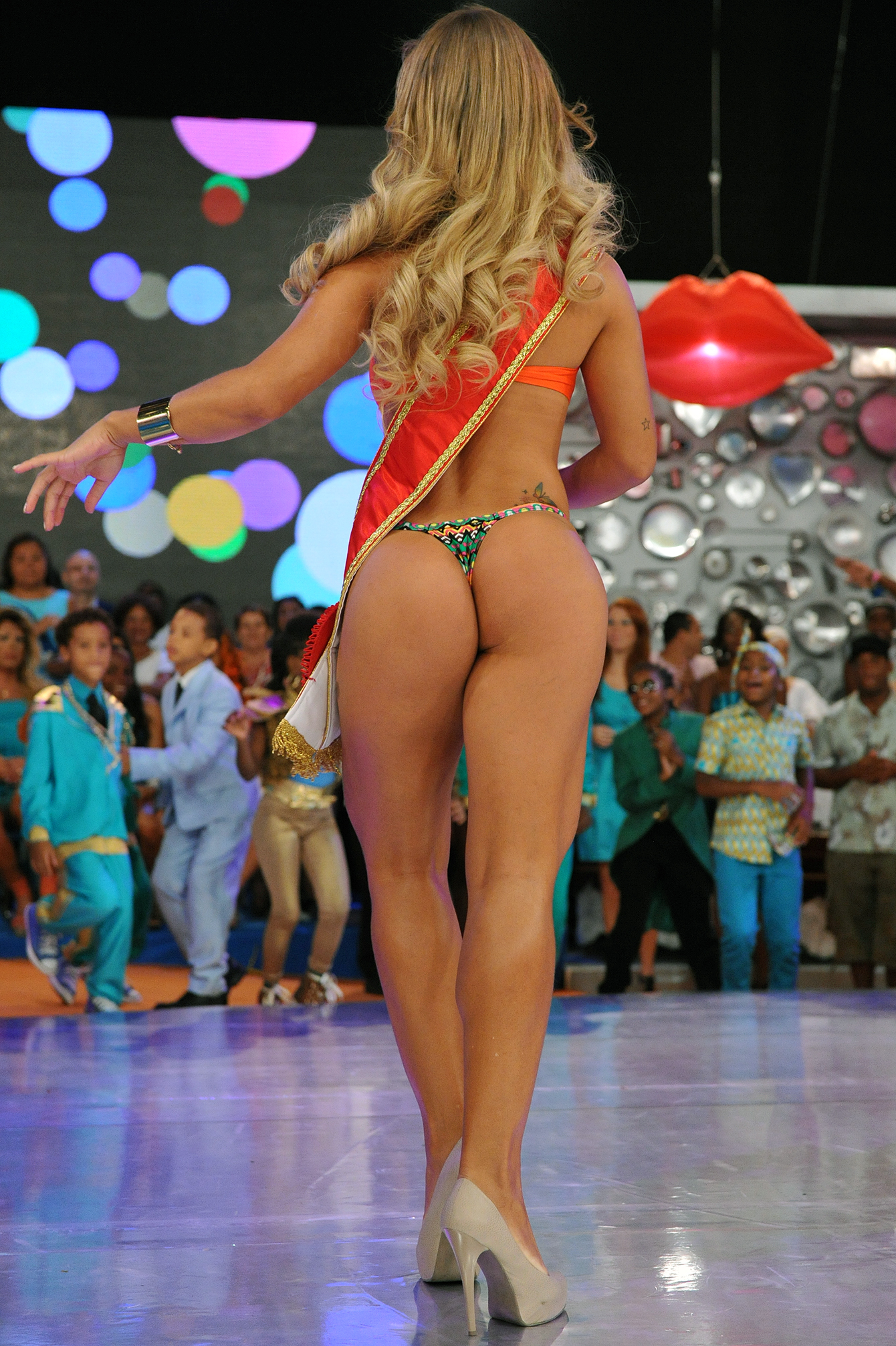
2012年大会を制したRosana Ferreiraの尻

ミス・ブンブン（Miss Bum Bum）は、毎年ブラジルで開催されている美尻コンテスト。ブンブンとはブラジル語でお尻の意。
ブラジル各27州から選出された代表の中からグランプリを決定する。シリコン注入などは禁止されている。